# 국도 제95호선 (미국)

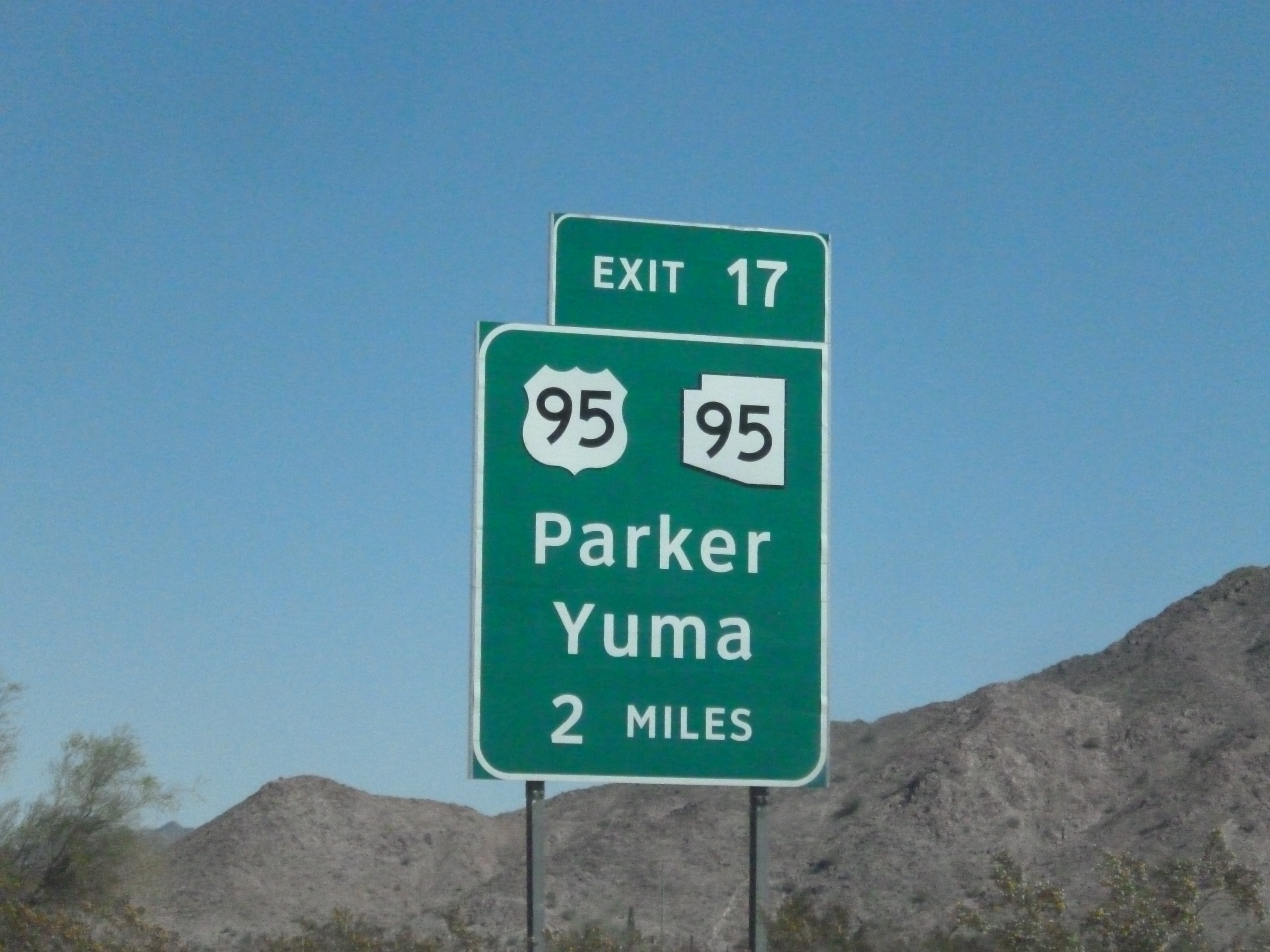
주간고속도로 제10호선에 놓인 표지판상 US 95번 국도의 모습

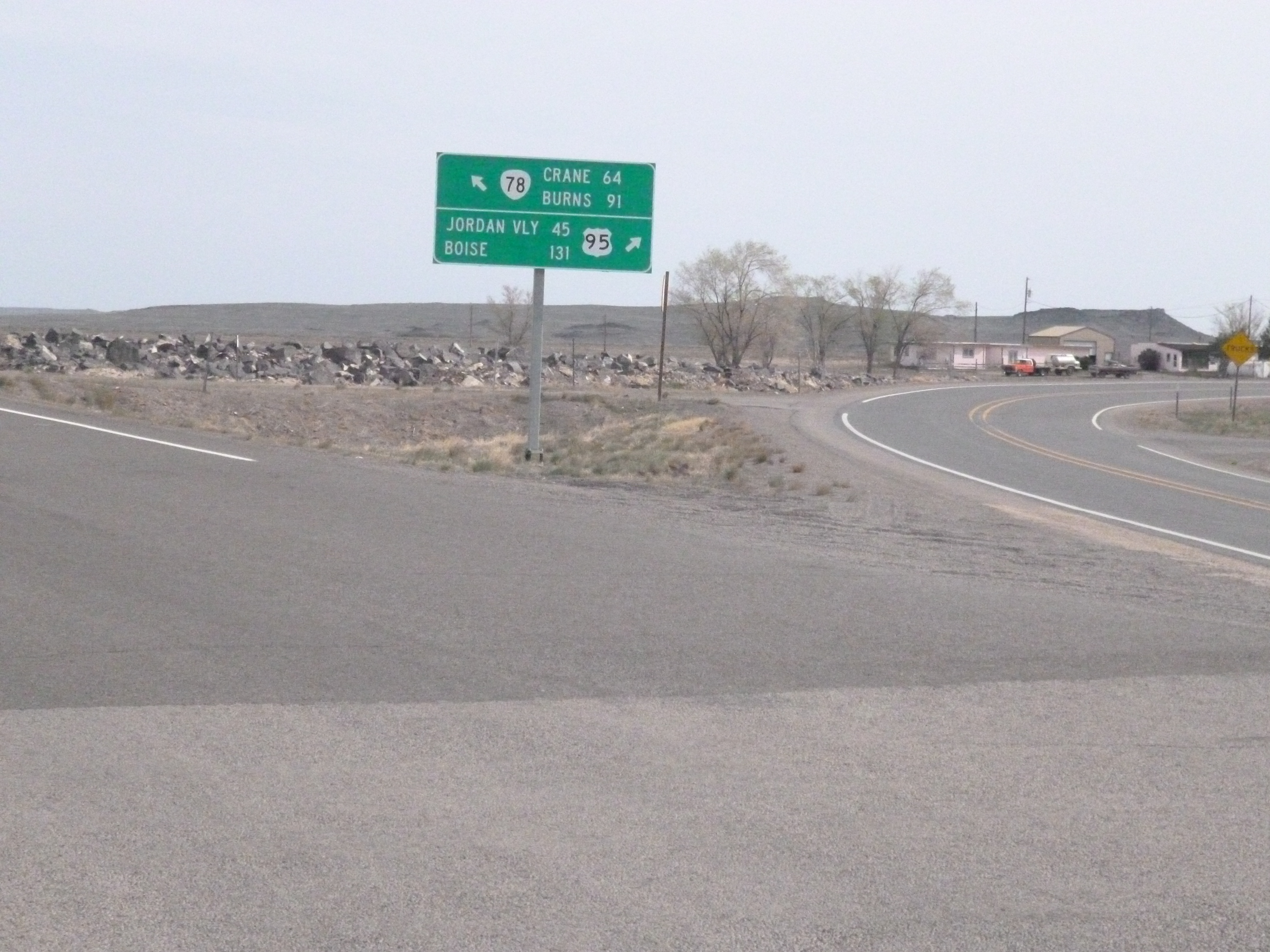
US 95번 국도와 오리건주도 제78호선이 서로 교차하고 있는 모습

국도 제95호선(U.S. Route 95)은 애리조나주의 상루이스와 아이다호주의 이스트포트를 사이에 두고 이어주는 미국의 일반 국도로, 총 연장은 2,533 km이다. 공교롭게도 멕시코-미국 국경과 미국-캐나다 국경을 이어주는 국도 노선이기도 하나, US 83과 마찬가지로 미국 중간선을 횡단하게 되는 특이한 도로망이기도 하다. 그러나 미국의 수많은 여타 국도 노선들과 달리 주로 시골길을 위주로 종단하는 특이한 도로망이기도 하나, 주요 도로를 이어주거나 대체할 수 있는 우회도로가 부족하거나 거의 없는 이상한 구간들이 대부분 산재해 있다. 그 외에도 국경끼리 이어주는 도로이기도 하지만 대개 네바다주와 아이다호주 양쪽을 이어주는 남북간 1차 간선도로로 취급되어 있으며, 멕시코에서 캐나다로 건널 때 미국을 반드시 경유할 필요가 있게 되는 도로로 분류되는 도로가 얼마 되지 않는 것 중의 하나이기도 하다.
2010년을 기준으로, 해당 간선도로의 기점인 상루이스에서는 멕시코-미국 국경과도 접촉되며, 다만 멕시코 소노라주의 상루이스리오콜로라도에서는 칼레 1호가 위치하고 있으면서도 가장 짧은 특색을 가진 지선 도로이기도 하는 멕시코 연방 도로 제2호선와도 연결된다. 그리고 종점은 미국-캐나다 국경과 인접해 있는 아이다호주 바운더리군 이스트포트이며, 이곳에서는 브리티시컬럼비아주도 제95호선과도 만나게 된다.

## 주요 접촉 도로
애리조나주
- 멕시코-미국 국경 : 상루이스(영어판)
- I-8 : 유마
- I-10 : 쿼츠사이트(영어판), 해당 간선도로는 캘리포니아주의 블라이스 (캘리포니아주)까지도 이어줌.

캘리포니아주
- I-40 : 니들스, 해당 간선도로는 니들스의 서북서부 지역까지 연결됨.

네바다주
- I-11/US 93 : 불더시티, 해당 간선도로는 라스베이거스까지 이어준다.
- I-215(영어판)/US 93 : 헨더슨
- I-515(영어판)/US 93 : 헨더슨, 해당 간선도로는 라스베이거스까지 이어준다.
- I-15/US 93 : 라스베이거스
- US 6 : 토노파(영어판), 해당 간선도로는 콜데일(영어판)까지 연결됨.
- US 50 : 팰런 (네바다주), 해당 간선도로는 팰런의 중심부를 통과함.
- I-80 : 러브락(영어판)의 남남서부 일대, 해당 간선도로는 위너머카 (네바다주)까지 연결됨.

오리건주
- 오리건주에는 통과하여 접촉되는 도로망이 없음

아이다호주
- US 20/US 26 : 파마(영어판)의 동남부, 해당 간선도로는 파마의 북북동부까지 연결됨.
- I-84 : 프루틀랜드(영어판) 남부.
- US 30 : 프루틀랜드 남부, 해당 간선도로는 프루틀랜드까지 연결됨.
- US 12 : 스팔딩(영어판), 해당 간선도로는 루이스턴까지 연결됨.
- US 195 : 루이스턴의 북북서부.
- I-90 : 코달레인
- US 2 : 샌드포인트 (아이다호주), 해당 간선도로는 바너스페리까지 연결됨.
- Hwy 95 : 미국-캐나다 국경인 이스트포트(영어판)까지 연결됨.

## 특별 도로
- 국도 제95호선 (미국)의 특별 도로 목록